# Стіпе Міочич
Стіпе Міочич (англ. Stipe Miocic; нар. 19 серпня 1982) — американський боєць змішаних єдиноборств (MMA) хорватського походження. Колишній чемпіон UFC у важкій вазі.
Був чемпіоном UFC у важкій вазі з травня 2016 по липень 2018 року. Перший і єдиний в історії боєць UFC, що зумів захистити титул у важкій вазі 3 рази поспіль. 16 серпня 2020 року захистив титул чемпіона UFC у третьому поєдинку проти Деніеля Корм'є, завершивши їх трилогію і був визнаний Дана Уайтом кращим бійцем важкої ваги в історії UFC.

## Біографія
Стіпе Міочич народився і виріс в американському місті Юклід, штат Огайо. Його батьки є уродженцями Хорватії. Батько, Боян Міочич, народився в селі Ртина (жупанія Задарска), а мати Кеті — в селі Цетінград (жупанія Карловачка). Коли Стіпе був ще дитиною, його батьки розлучилися, а майбутній чемпіон залишився жити зі своєю матір'ю, бабусею і дідусем, а пізніше з вітчимом і молодшим братом Джонатаном.
Мати з дитинства заохочувала його спортивну діяльність. Міочич грав у бейсбол, футбол, займався боротьбою в Північній середній школі (Істлейк, штат Огайо).

## Кар'єра в ММА
Як колишній володар Золотих Рукавичок і борець 1-го дивізіону NCAA, дебютував в ММА вигравши свої перші 5 боїв нокаутом. Продовжив виступи у NAAFS Heavyweight Championship, де змусив Боббі Брентса здатися численними сильними лоу-кіками.

### Ultimate Fighting Championship
У Strong Style Fight Team тренується разом з одним із російських бійців Максимом Гришиним.
14 червня 2011 року Міочич уклав контракт з UFC.
Дебютував проти Джої Бельтрана 8 жовтня 2011 року на UFC 136 і виграв бій одноголосним рішенням.
15 лютого 2012 року зустрівся з Філом де Фризом на UFC on Fuel TV 1. Стіпе виграв сутичку нокаутом в першому раунді.
Наступним суперником став дебютант організації Шейн дель Розаріо. Зустріч відбулася 26 травня 2012 року на UFC 146, де Стіпе здобув перемогу технічним нокаутом у другому раунді.
У травні 2016 року вийшов на титульний бій проти набравшого обертів Фабрісіо Вердума, брутально нокаутувавши його в першому раунді на очах рідної публіки в Бразилії
Свій перший захист титулу провів у вересні 2016 року, нокаутувавши Алістара Оверіма ударами в партері.
У травні 2017 року вдруге захистив свій пояс, у домінуючій манері пройшовши колишнього чемпіона Джуніора Дус Сантоса в першому раунді.
21 січня 2018 року переміг одноголосним рішенням Франсіса Нганну будучи андердогом. Показав усі прогалини гігантського Камерунця в техніці боротьби. Міочич вимотав Нганну і тим самим захистив титул в третій раз.
7 липня 2018 року на UFC 226 відбувся бій Стіпе Міочича і чемпіона у напівважкій вазі Деніела Корм'є. Міочич вважався фаворитом в бою, але був нокаутований у першому раунді на виході з клінчу.
17 серпня 2019 на турнірі UFC 241 відбувся реванш між Корм'є і Міочичем. У першому раунді Корм'є провів тейкдаун і перевів Міочича на землю, однак, не зміг завдати значної шкоди опоненту до кінця раунду. Протягом перших 3 раундів бійці обмінювалися численними ударами в стійці, в чому Корм'є, на загальне здивування, виглядав краще. В 4 раунді Міочич почав реалізовувати досить несподівану для Корм'є тактику — систематичне нанесення аперкотів по печінці. Завдавши безліч таких ударів, Міочич раптово перемкнувся на голову Корм'є і завдав два щільних удари в щелепу, від яких вражений Корм'є втратив рівновагу і був притиснутий до сітки. Міочич добив в обличчя падаючого Корм'є, відправивши того в нокаут. В результаті бою Міочич здобув перемогу технічним нокаутом у четвертому раунді бою і повернув собі титул чемпіона UFC у важкій вазі. За інформацією комісії CSAC, що оприлюднила результати зважування бійців в день проведення UFC 241, Корм'є в день бою був на 6 кг важче Міочича. За свою перемогу в цьому бою Стіпе отримав 750 000 дол. США, а його опонент — 500 000.
Чемпіон був відсутній в октагоні рік, для його повернення був обраний поєдинок з Корм'є в рамках турніру UFC 252 15 серпня 2020 року, який став для бійців вже третім. Незважаючи на те, що бій титульний, суперник Міочича заявив, що планує завершити кар'єру після цього поєдинку.
16 серпня 2020 року в домінуючій манері провів бій проти Корм'є і здобув перемогу одноголосним рішенням суддів, тим самим захистив пояс чемпіона UFC у важкій вазі.

## Досягнення
- Ultimate Fighting Championship
  - Чемпіон UFC у важкій вазі (два рази)
  - 3 успішних захисти титулу поспіль
  - 1 успішний захист титулу після повернення пояси чемпіона
  - Кращий бій вечора (три рази) проти Стефана Стрюве, Жуніора дус Сантуса і Алістара Оверіма
  - Найкращий нокаут вечора (Один раз) проти Філа де Фріза
  - Виступ вечора (три рази) проти Фабіо Мальдонадо, Андрія Орловського і Фабрісіу Вердума
  - Рекордсмен за найбільшою кількістю ударів за один бій (361) проти Марка Ханта
- MMAjunkie.com
  - 2014 бій грудня проти Жуніора дус Сантуса
- North American Allied Fight Series
  - Чемпіон NAAFS у важкій вазі (один раз)
- Sherdog
  - 2015 Побиття року проти Марка Ханта

## Статистика боїв ММА
| Професійна кар'єра бійця |            |           |
| Боїв 24                  | Перемог 20 | Поразок 4 |
| Нокаут                   | 15         | 3         |
| Рішення суддів           | 5          | 1         |

| Результат | Рекорд | Суперник                      | Спосіб                              | Турнір                                                     | Дата            | Раунд | Час   | Місце                      | Примітки                                                                                                   |
| --------- | ------ | ----------------------------- | ----------------------------------- | ---------------------------------------------------------- | --------------- | ----- | ----- | -------------------------- | --- |
| Поразка   | 20-4   | Френсіс Нганну                | Нокаут                              | UFC 260                                                    | 28 березня 2021 | 2     | 1:55  |                            | Втратив титул чемпіона UFC у важкій вазі.                                                                  |
| Перемога  | 20-3   | Деніел Корм'є                 | Одностайне рішення                  | UFC 252                                                    | 15 серпня 2020  | 5     | 5:00  | Лас-Вегас, США             | Захистив титул чемпіона UFC у важкій вазі.                                                                 |
| Перемога  | 19-3   | Деніел Корм'є                 | TKO (удари руками)                  | UFC 241                                                    | 17 серпня 2019  | 4     | 4: 09 | Каліфорнія, США            | Завоював титул чемпіона UFC у важкій вазі. «Виступ вечора».                                                |
| Поразка   | 18-3   | Деніел Корм'є                 | KO (удари руками)                   | UFC 226                                                    | 7 липня 2018    | 1     | 4: 33 | Лас-Вегас, США             | Втратив титул чемпіона UFC у важкій вазі.                                                                  |
| Перемога  | 18-2   | Франсіс Нгану                 | Одностайне рішення                  | UFC 220                                                    | 20 січня 2018   | 5     | 5: 00 | Бостон, Массачусетс, США   | Захистив титул чемпіона UFC у важкій вазі. Встановив рекорд за кількістю захистів титулу у важкій вазі (3) |
| Перемога  | 17-2   | Жуніор дус Сантус             | Технічний нокаут (удари)            | UFC 211                                                    | 13 травня 2017  | 1     | 2: 22 | Даллас, Техас, США         | Захистив титул чемпіона UFC у важкій вазі. «Виступ вечора».                                                |
| Перемога  | 16-2   | Алістар Оверім                | Нокаут (удари)                      | UFC 203                                                    | 10 вересня 2016 | 1     | 4: 27 | Клівленд, Огайо, США       | Захистив титул чемпіона UFC у важкій вазі. «Кращий бій вечора».                                            |
| Перемога  | 15-2   | Фабріс Вердум                 | Нокаут (удар)                       | UFC 198                                                    | 14 травня 2016  | 1     | 2: 47 | Куритиба, Бразилія         | Завоював титул чемпіона UFC у важкій вазі. «Виступ вечора».                                                |
| Перемога  | 14-2   | Орловський Андрій Валерійович | Технічний нокаут (удари)            | UFC 195                                                    | 2 січня 2016    | 1     | 0: 54 | Лас-Вегас, Невада, США     | |
| Перемога  | 13-2   | Марк Хант                     | Технічний нокаут (удари)            | UFC Fight Night: Miocic vs. Hunt                           | 10 травня 2015  | 5     | 2: 47 | Аделаїда, Австралія        | |
| Поразка   | 12-2   | Жуніор дус Сантус             | Одностайне рішення                  | UFC on Fox: dos Santos vs. Miocic                          | 13 грудня 2014  | 5     | 5: 00 | Фінікс, Аризона, США       | «Кращий бій вечора»                                                                                        |
| Перемога  | 12-1   | Фабіо Мальдонадо              | Технічний нокаут (удари)            | The Ultimate Fighter Brazil 3 Finale: Miocic vs. Maldonado | 31 травня 2014  | 1     | 0: 35 | Сан-Паулу, Бразилія        | «Виступ вечора».                                                                                           |
| Перемога  | 11-1   | Габріел Гонзага               | Одностайне рішення                  | UFC on Fox: Henderson vs. Thomson                          | 25 січня 2014   | 3     | 5: 00 | Чикаго, Іллінойс, США      | |
| Перемога  | 10-1   | Рой Нельсон                   | Одностайне рішення                  | UFC 161                                                    | 15 червня 2013  | 3     | 5: 00 | Вінніпег, Манітоба, Канада | |
| Поразка   | 9-1    | Стефан Стрюве                 | Технічний нокаут (удари)            | UFC on Fuel TV: Struve vs. Miocic                          | 29 вересня 2012 | 2     | 3: 50 | Ноттінгем, Англія          | «Кращий бій вечора».                                                                                       |
| Перемога  | 9-0    | Шейн дель Розаріо             | Технічний нокаут (удари ліктями)    | UFC 146                                                    | 26 травня 2012  | 2     | 3: 14 | Лас-Вегас, Невада, США     | |
| Перемога  | 8-0    | Філ де Фріз                   | Нокаут (удари)                      | UFC on Fuel TV: Sanchez vs. Ellenberger                    | 15 лютого 2012  | 1     | 0: 43 | Омаха, Небраска, США       | «Найкращий нокаут вечора».                                                                                 |
| Перемога  | 7-0    | Джоуї Бельтран                | Одностайне рішення                  | UFC 136                                                    | 8 жовтня 2011   | 3     | 5: 00 | Х'юстон, Техас, США        | |
| Перемога  | 6-0    | Боббі Брентс                  | Технічний нокаут (здача від ударів) | NAAFS: Fight Night in the Flats 7                          | 4 червня 2011   | 2     | 4: 27 | Клівленд, Огайо, США       | Виграв титул чемпіона NAAFS у важкій вазі.                                                                 |
| Перемога  | 5-0    | Вілльям Пенн                  | Нокаут (удар)                       | NAAFS: Caged Vengeance 9                                   | 16 квітня 2011  | 1     | 2: 23 | Клівленд, Огайо, США       | |
| Перемога  | 4-0    | Грегорі Мейнард               | Технічний нокаут (удари)            | NAAFS: Night of Champions 2010                             | 4 грудня 2010   | 2     | 1: 43 | Клівленд, Огайо, США       | |
| Перемога  | 3-0    | Джеремі Холм                  | Нокаут (удари)                      | NAAFS: Rock N Rumble 4                                     | 28 серпня 2010  | 1     | 1: 36 | Клівленд, Огайо, США       | |
| Перемога  | 2-0    | Пол Баррі                     | Технічний нокаут (удари)            | Moosin: God of Martial Arts                                | 21 травня 2010  | 2     | 1: 32 | Вустер, Массачусетс, США   | |
| Перемога  | 1-0    | Корі Малліс                   | Технічний нокаут (удари)            | NAAFS: Caged Fury 9                                        | 20 лютого 2010  | 1     | 0: 17 | Клівленд, Огайо, США       | |